# Richard Göransson

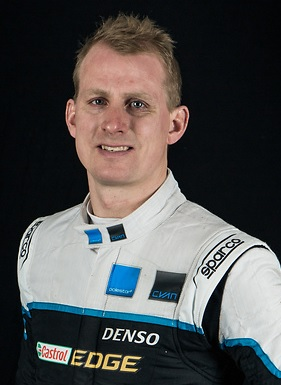
Richard Göransson (2016)

Richard Göransson (* 6. August 1978) ist ein ehemaliger schwedischer Automobilrennfahrer.

## Karriere

### Kart- und Formelsport
Richard Göransson begann seine Motorsportkarriere im Kartsport und fuhr dort von 1990 bis 1993.
Ab 1994 wechselte er in den Formelsport und trat von 1994 bis 1996 in der Formel Ford Schweden Junior an. In seinem letzten Jahr in der Serie gewann er den Meistertitel, nachdem er ein Jahr zuvor bereits den dritten Platz erreichte. Parallel gewann er 1996 den Meistertitel in der Formula Ford Sweden SSK.
1996 und 1997 startete er in der Formel Ford 1600 Nordic Meisterschaft und wurde im zweiten Jahr in der Serie Meister. Danach trat er von 1999 bis 2002 in verschiedenen nationalen und europaweiten Formelserien wie z. B. in Deutschland, Großbritannien und Benelux an. 2000 wurde er Zweiter in der Britischen Formel Ford Winter Serie und ein Jahr später gewann er den Titel in der Klasse 1 der Formel Ford Eurotour. Seinen letzten größeren Erfolg in der Formel Ford erzielte er 2002 mit dem zweiten Rang beim britischen Formel Ford Festival.
In seiner letzten Formel-Saison 2002 fuhr auch einige vereinzelte Rennen in der Formel Renault 2.0 UK und im Formel Renault 2.0 Eurocup.

### Tourenwagen- und GT-Motorsport
Bereits 1998 startete Göransson mit einem Ford Mondeo Ghia in der Schwedischen Tourenwagen-Meisterschaft (STCC). Erst einige Jahre später trat er regelmäßig von 2003 bis 2011 und von 2013 bis 2016 in der Schwedischen Tourenwagen-Meisterschaft bzw. deren Nachfolgerserie, der Skandinavische Tourenwagen-Meisterschaft ausschließlich mit Rennwagen der Marken BMW und Saab an. Seine größten Erfolge in den beiden Serien waren die Meistertitel in den Jahren 2004, 2005, 2008, 2010 und 2016. Weitere zweite und dritte Plätze in der Meisterschaft erzielte er 2006, 2007 und 2013.
In der S2000-Wertung des European Touring Car Cup (ETCC) startete er 2005 und 2008. Im ersten Jahr gewann er auf einem BMW 320i mit dem Team West Coast Racing die Meisterschaft. 2008 wurde er mit einem BMW 320si des Teams Flash Engineering Dritter.
In der ADAC GT Masters startete er 2011 an zwei Rennwochenenden für das Team West Coast Racing zusammen mit Fredrik Larsson in einem BMW Z4 GT3.
In der Saison 2012 fuhr er mit einem BMW Silhouette Replica Solution F für West Coast Racing in der schwedischen TTA-Racing Elite League-Rennserie und wurde Sechster in der Gesamtwertung.
2014, 2015 und 2018 fuhr er in der Swedish GT Series. Die ersten beiden Jahre trat er in der GTA-Wertung an und gewann mit einem Ferrari 458 Challenge Evo 2014 die Meisterschaft. 2018 fuhr er mit einem Lotus Evora GT4 in der GTB-Wertung.
Im Porsche Carrera Cup Skandinavien hatte er 2017 mit dem Team Mtech Competition einen Gaststart.

### Langstreckenrennen
Richard Göransson bestritt in seiner Karriere einige Langstreckenrennen. 2006 und 2010 fuhr er beim 24-Stunden-Rennen von Dubai. Beim 24-Stunden-Rennen auf dem Nürburgring startete er 2007, 2008, 2010 und von 2012 bis 2014. Dort gewann er 2007 auf einem BMW Z4 M-Coupe des Teams Motorsport Arena Oschersleben den SP6-Klassensieg. 2013 wurde er mit einem BMW Z4 GT3 des BMW Sports Trophy Team Marc VDS Zweiter in der SP9 GT3-Wertung.